# Eritrinídeos
Erythrinidae é uma família de peixes actinopterígeos pertencentes à ordem Characiformes, também chamados de Traíras ou Lobó. São peixes de rio e outros habitats de água-doce desde o sul da Costa Rica até a Argentina. São comuns e são pescados com azol, de certa forma, devido ao seu comportamento voraz.
Os Erythrinidae incluem peixes cilíndricos com cabeça não pontiaguda e predam outros peixes, podendo medir até 90 cm. Algumas espécies podem respirar ar, o que os permite sobreviver em águas com pouco oxigênio, e até mesmo se mover por terra entre poças.

## Géneros
- Erythrinus (moroba)
- Hoplerythrinus (jeju)
- Hoplias (traíra)

## Nota
- Este artigo foi inicialmente traduzido, total ou parcialmente, do artigo da Wikipédia em inglês cujo título é «Erythrinidae».